# Schönmoos
Das Schönmoos ist ein mit Verordnung vom 18. Mai 2007 des Regierungspräsidiums Tübingen ausgewiesenes Naturschutzgebiet (NSG-Nummer 4.316) im Norden der baden-württembergischen Gemeinde Kressbronn am Bodensee in Deutschland.

## Lage
Das rund zehn Hektar große Naturschutzgebiet Schönmoos liegt südlich der Kreisstraße 7777 und des Kressbronner Ortsteils Nitzenweiler sowie westlich der Straße von Nitzenweiler nach Atlashofen auf einer Höhe von 460 m ü. NHN. Innerhalb der Flurkarten wird dieses Gebiet mit den Gewannen Schönmoos, Brühl und Küchenacker bezeichnet.

## Geologie
In der Würm-Eiszeit, vor etwa 20.000 Jahren, prägte der Rhein-Vorlandgletscher die Landschaft um das Schönmoos. Die Drumlins stellen hier heute die typische Geländeform dar. Im Norden, Osten und Süden ist das Schönmoos von drumlinisierten Moränen, im Westen (Grundholz) von einer Grundmoräne und kleinen Endmoränenwällen umgeben. In der dazwischen liegenden eiszeitlichen Schmelzwasserrinne entstand durch Vermoorung der mit Wasser gefüllten Senke das Schönmoos. Es entwickelte sich ein Hochmoor mit Seggenbruch-Flachmoortorfen in der obersten Bodenschicht.

## Schutzzweck
Gemäß der FFH-Richtlinie von 1992 sind die zentralen Niedermoorbereiche des Schutzgebiets von gemeinschaftlicher Bedeutung und Bestandteil des Naturschutz- und Landschaftsschutzgebiets „Argen und Feuchtgebiete südlich Langnau“.
Wesentlicher Schutzzweck ist die Erhaltung und Aufwertung des Flachmoorkomplexes mit verschiedenen Biotoptypen und Artenzusammensetzungen.
Der besondere Schutz gilt der Erhaltung der Moorböden und den Pfeifengraswiesen mit den dort beheimateten Tagfaltern, Widderchen und Wiesenbrütern.

## Flora und Fauna

### Flora
Aus der schützenswerten Flora sind folgende Pflanzenarten (Auswahl) zu nennen:
- Bärlappgewächse
  - Sumpf-Bärlapp oder Moorbärlapp (Lycopodiella inundata)
- Enziangewächse
  - Schwalbenwurz-Enzian (Gentiana asclepiadea), auch Blaue Kreuzwurz oder Herbst-Enzian
- Fieberkleegewächse
  - Fieberklee oder Bitterklee (Menyanthes trifoliata), die einzige Art der Gattung Menyanthes
- Hahnenfußgewächse
  - Sumpfdotterblume (Caltha palustris)
- Heidekrautgewächse
  - Rosmarinheide (Andromeda polifolia), auch Polei-Gränke, Lavendelheide oder Sumpfrosmarin; Blume des Jahres 1991
  - Rundblättriges Wintergrün (Pyrola rotundifolia)
- Herzblattgewächse
  - Sumpf-Herzblatt (Parnassia palustris)
- Kardengewächse
  - Gewöhnlicher Teufelsabbiss (Succisa pratensis), auch einfach Abbiss oder Teufelwurz
- Lippenblütler
  - Heil-Ziest (Stachys officinalis), auch Echte Betonie, Flohblume, Pfaffenblume oder Zahnkraut genannt
- Rötegewächse
  - Nordisches Labkraut (Galium boreale)
- Rosengewächse
  - Sumpf-Blutauge (Potentilla palustris), eine Sumpfpflanzen-Art aus der Gattung der Fingerkräuter
- Sauergrasgewächse
  - Alpen-Rasenbinse (Trichophorum alpinum) oder Alpen-Wollgras
  - Schmalblättriges Wollgras (Eriophorum angustifolium)
  - Weißes Schnabelried oder Weiße Schnabelbinse (Rhynchospora alba)
- Sonnentaugewächse
  - Bastard-Sonnentau (Drosera x obovata)
- Süßgräser
  - Blaues Pfeifengras (Molinia caerulea), auch Gewöhnliches Pfeifengras oder Besenried genannt

Von den 113 bisher im Schönmoos nachgewiesenen Pflanzenarten, gelten nach der Roten Liste gefährdeter Arten von Baden-Württemberg zehn Arten als schonungsbedürftig, neunzehn Arten als gefährdet und fünf Arten als stark gefährdet. Hiervon sind vierzehn Arten nach der Bundesartenschutzverordnung (BArtSchV) besonders geschützt.

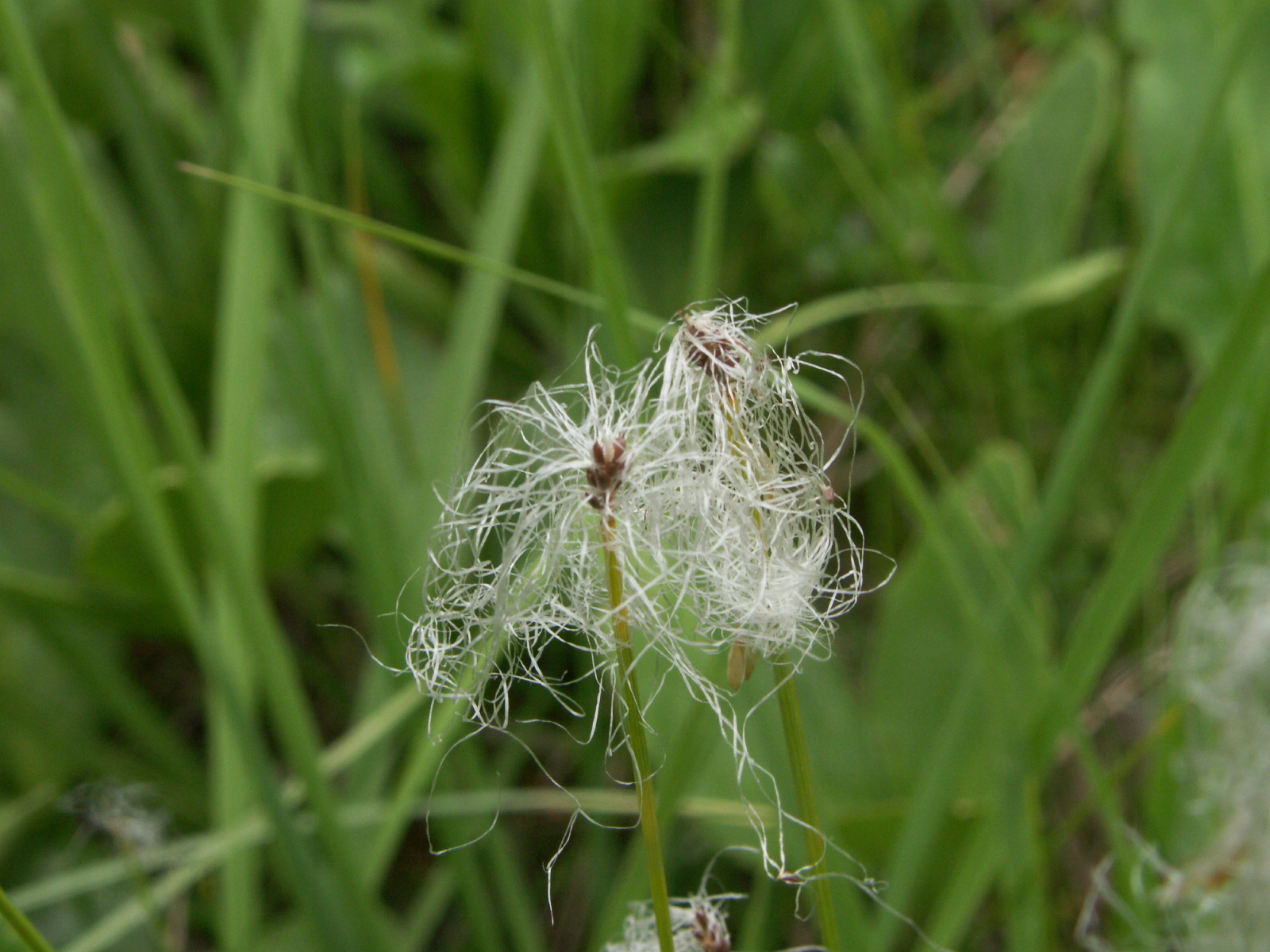
Alpen-Rasenbinse (Trichophorum alpinum)
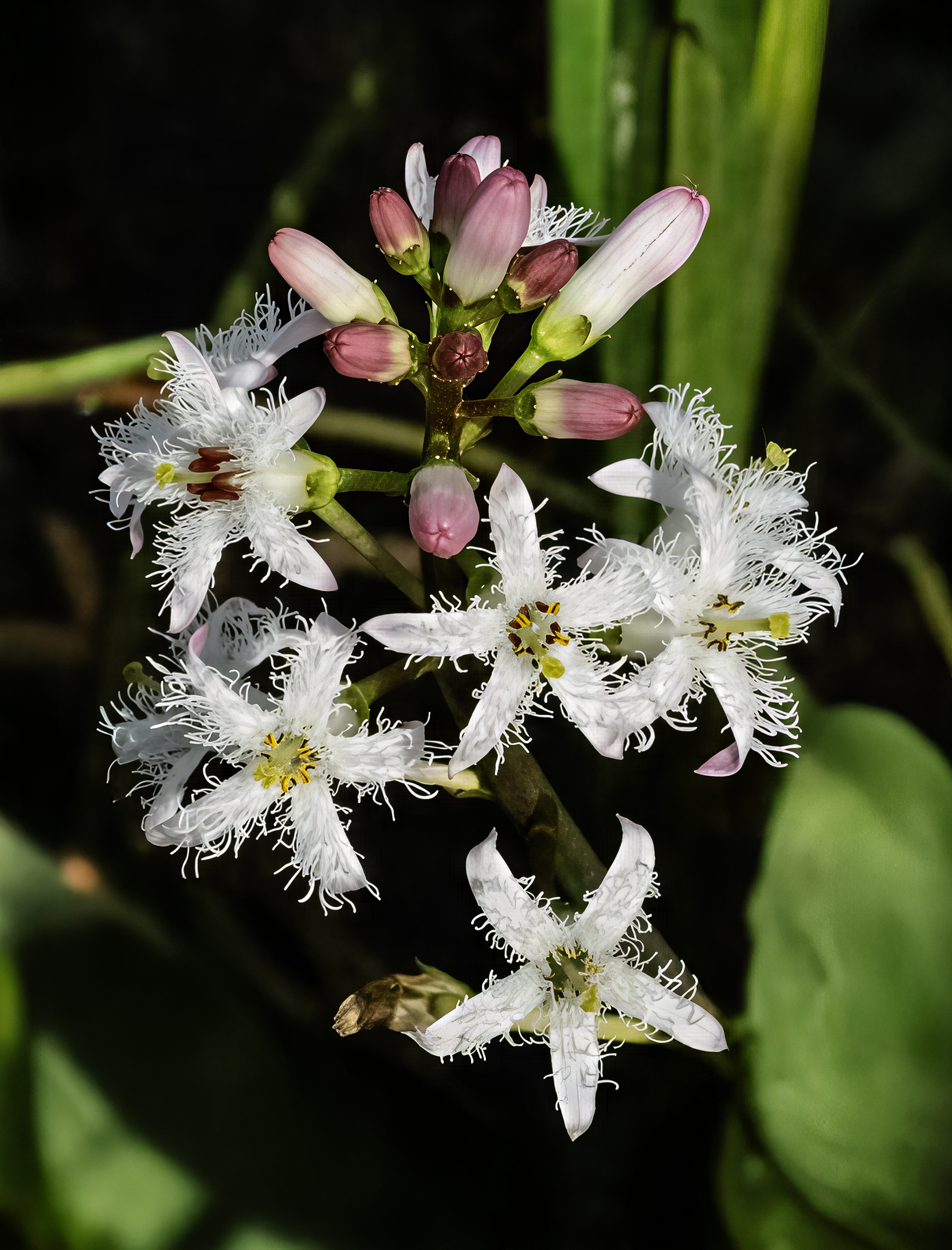
Fieberklee (Menyanthes trifoliata)
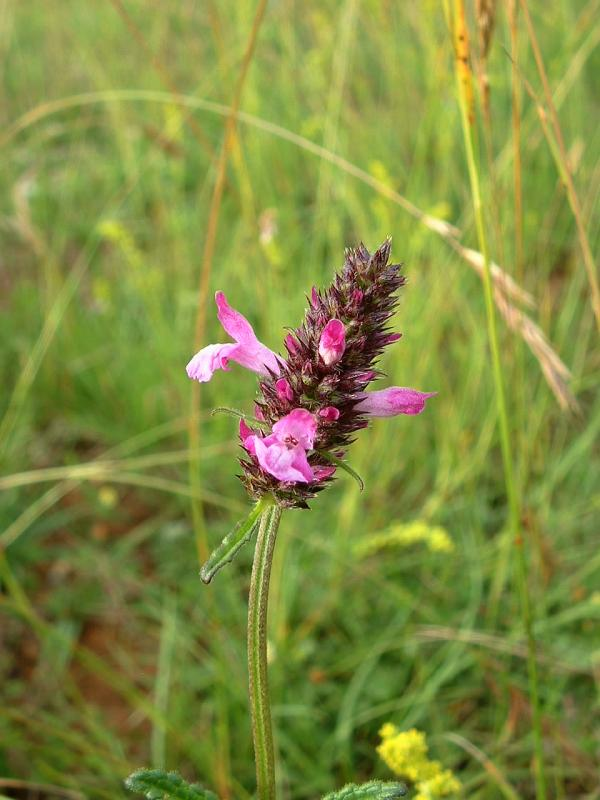
Heil-Ziest (Stachys officinalis)
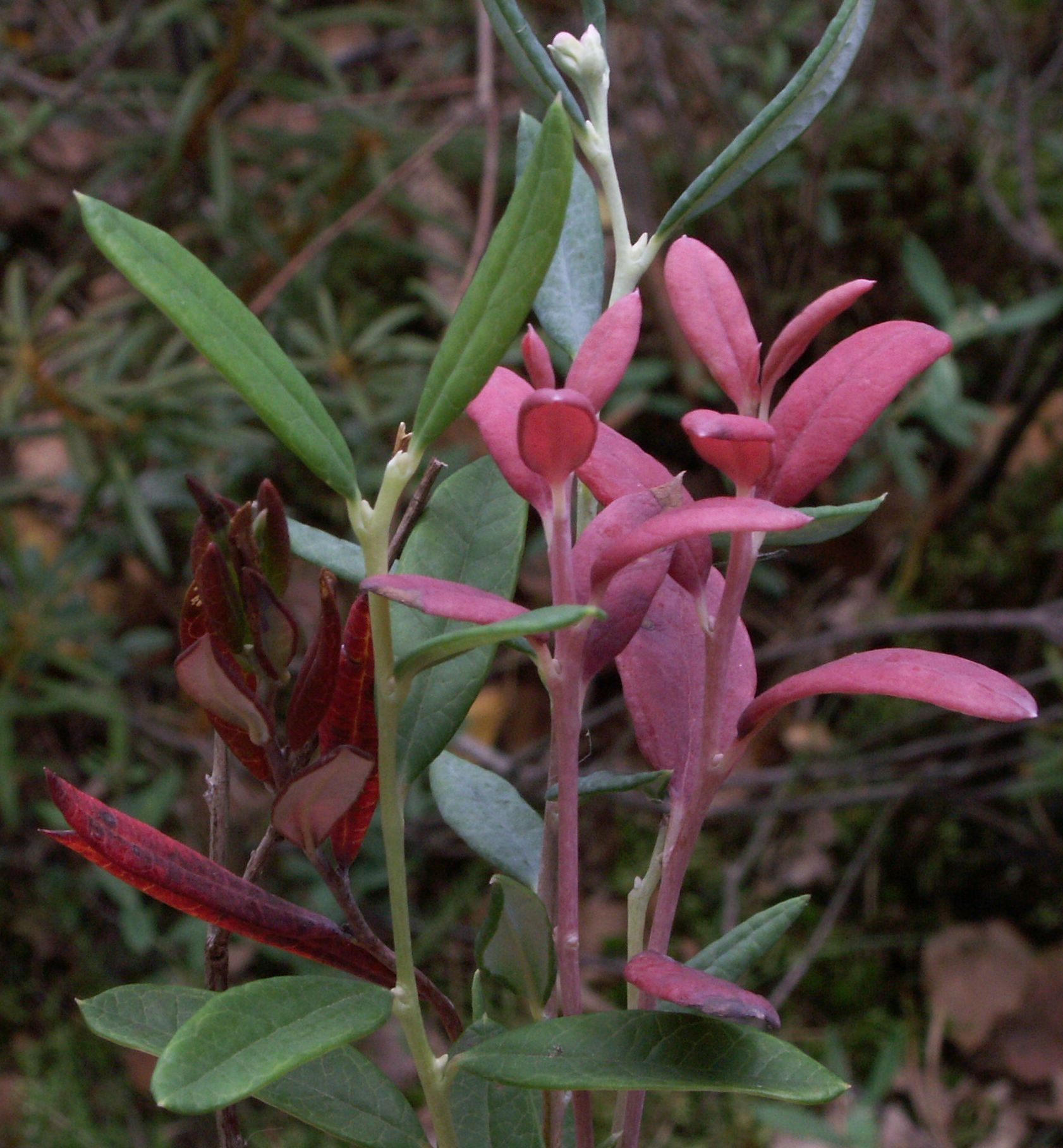
Rosmarinheide (Andromeda polifolia)
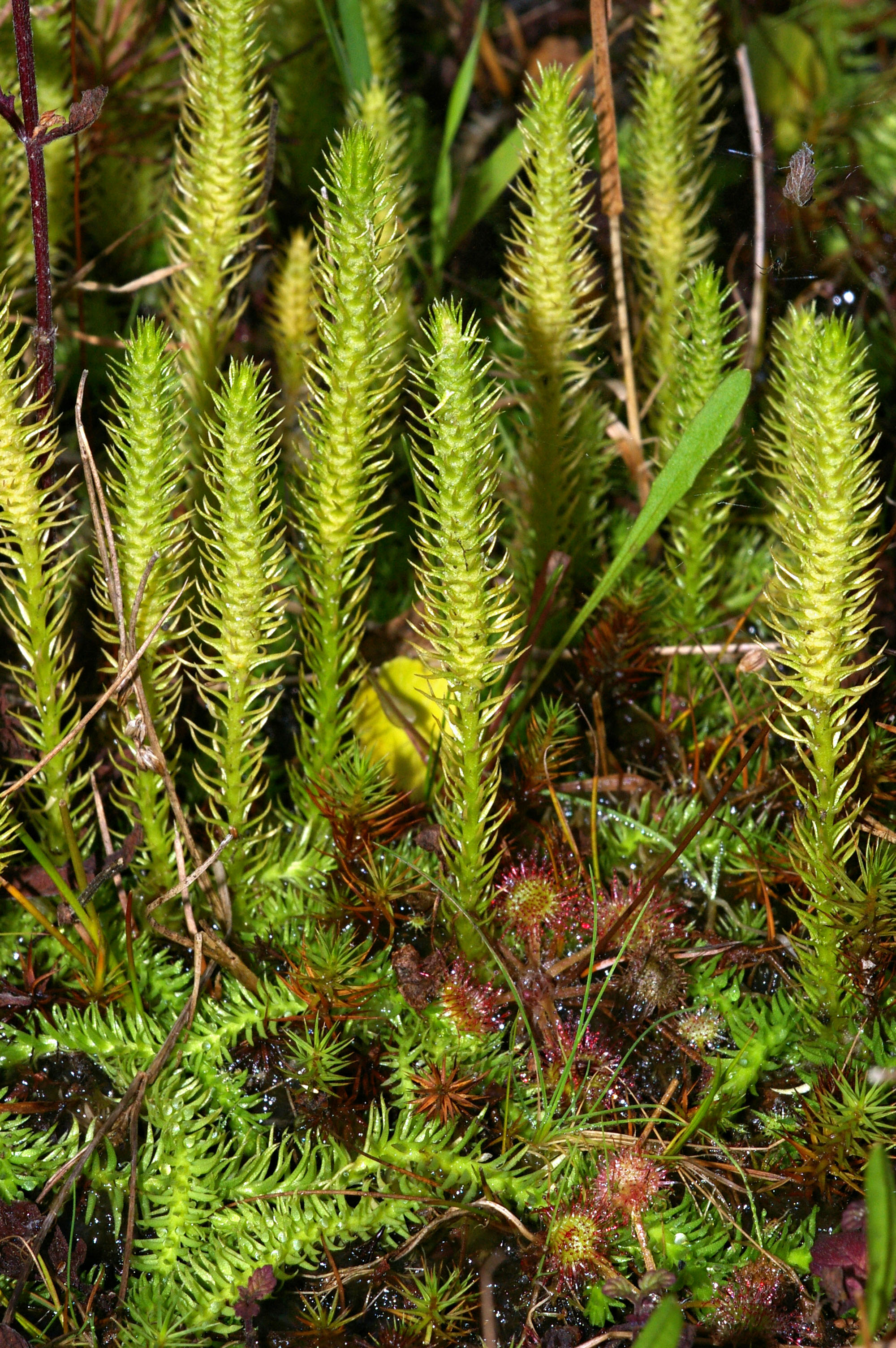
Sumpf-Bärlapp (Lycopodiella inundata)
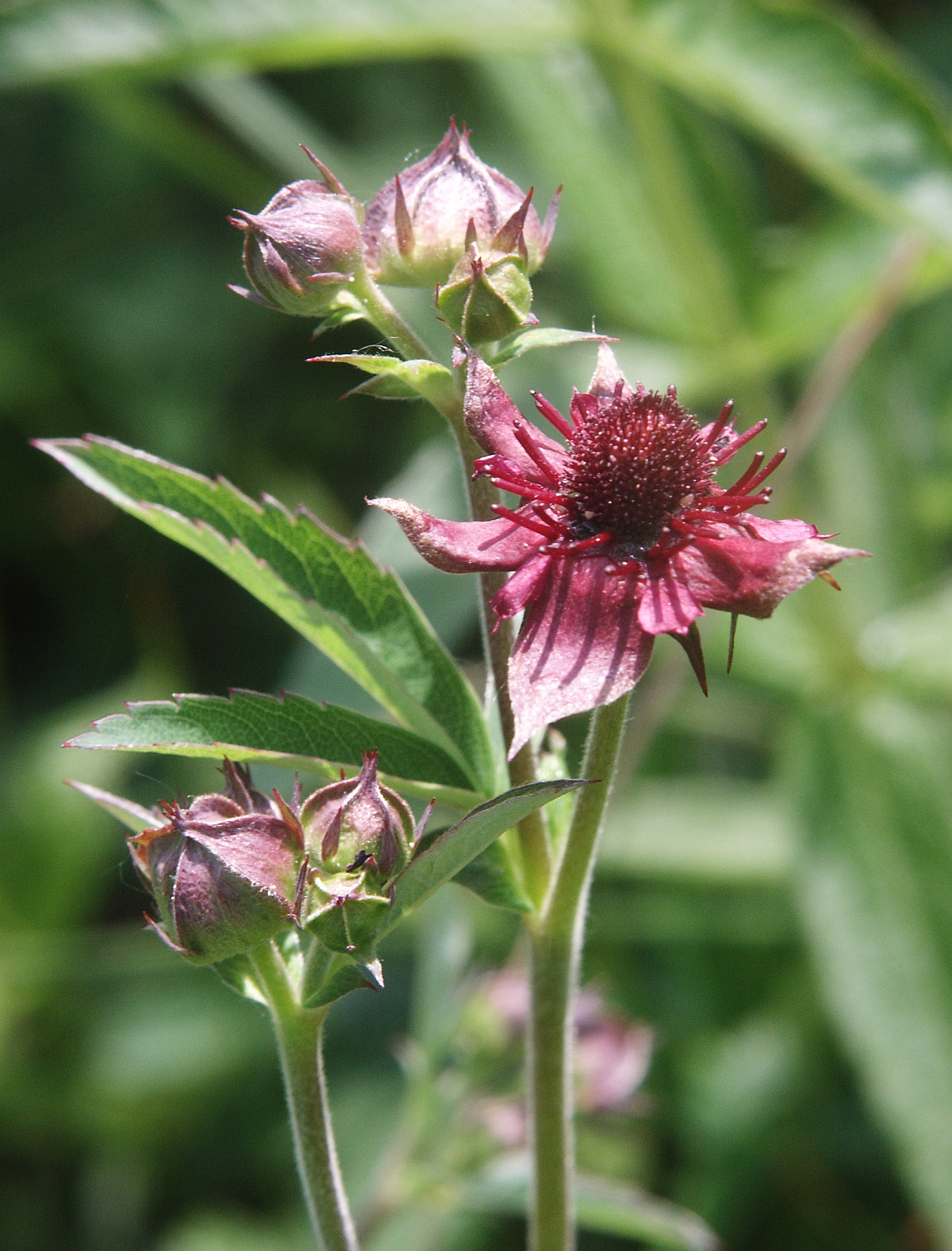
Sumpf-Blutauge (Potentilla palustris)
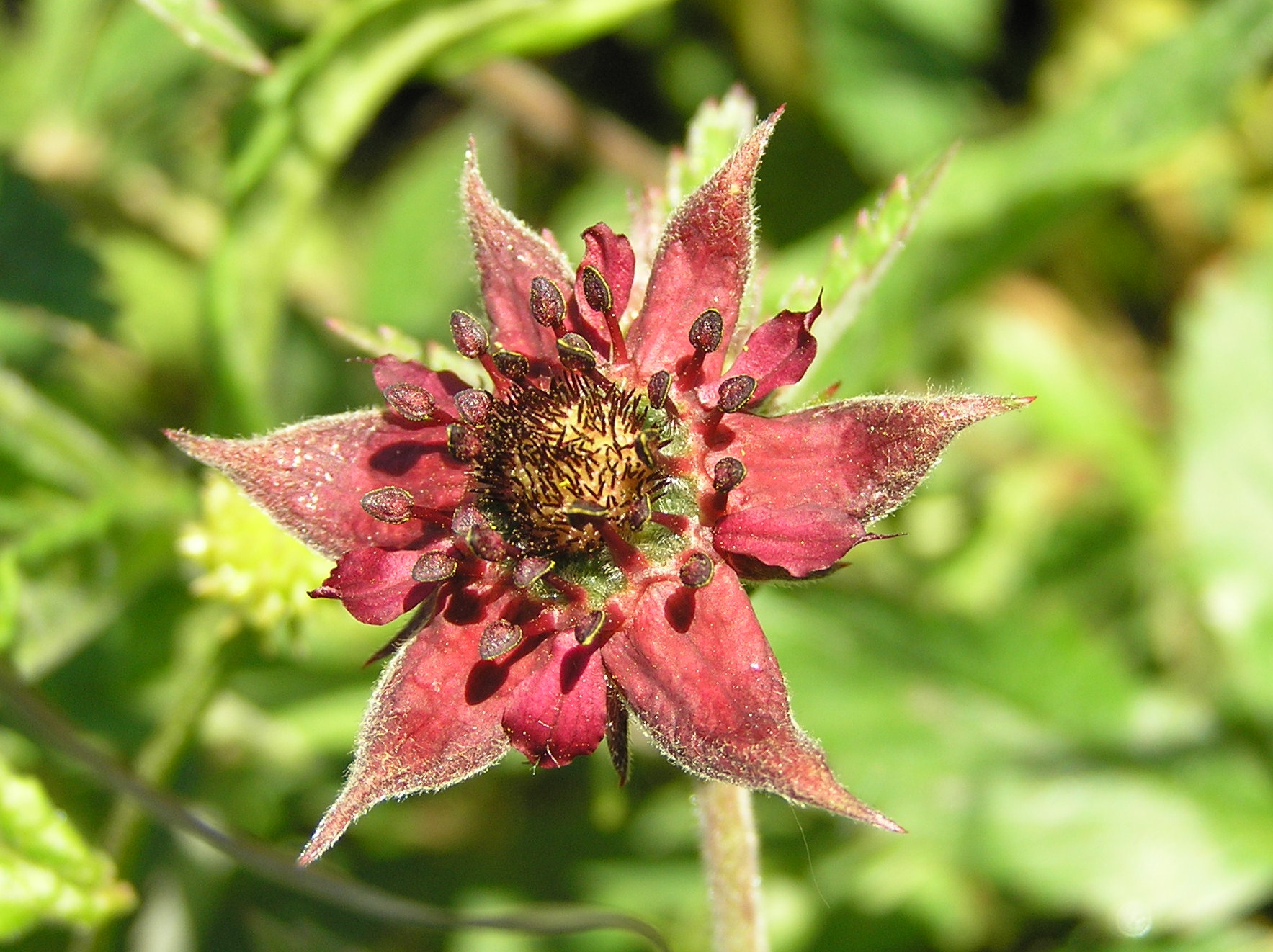
Sumpf-Blutauge (Potentilla palustris)
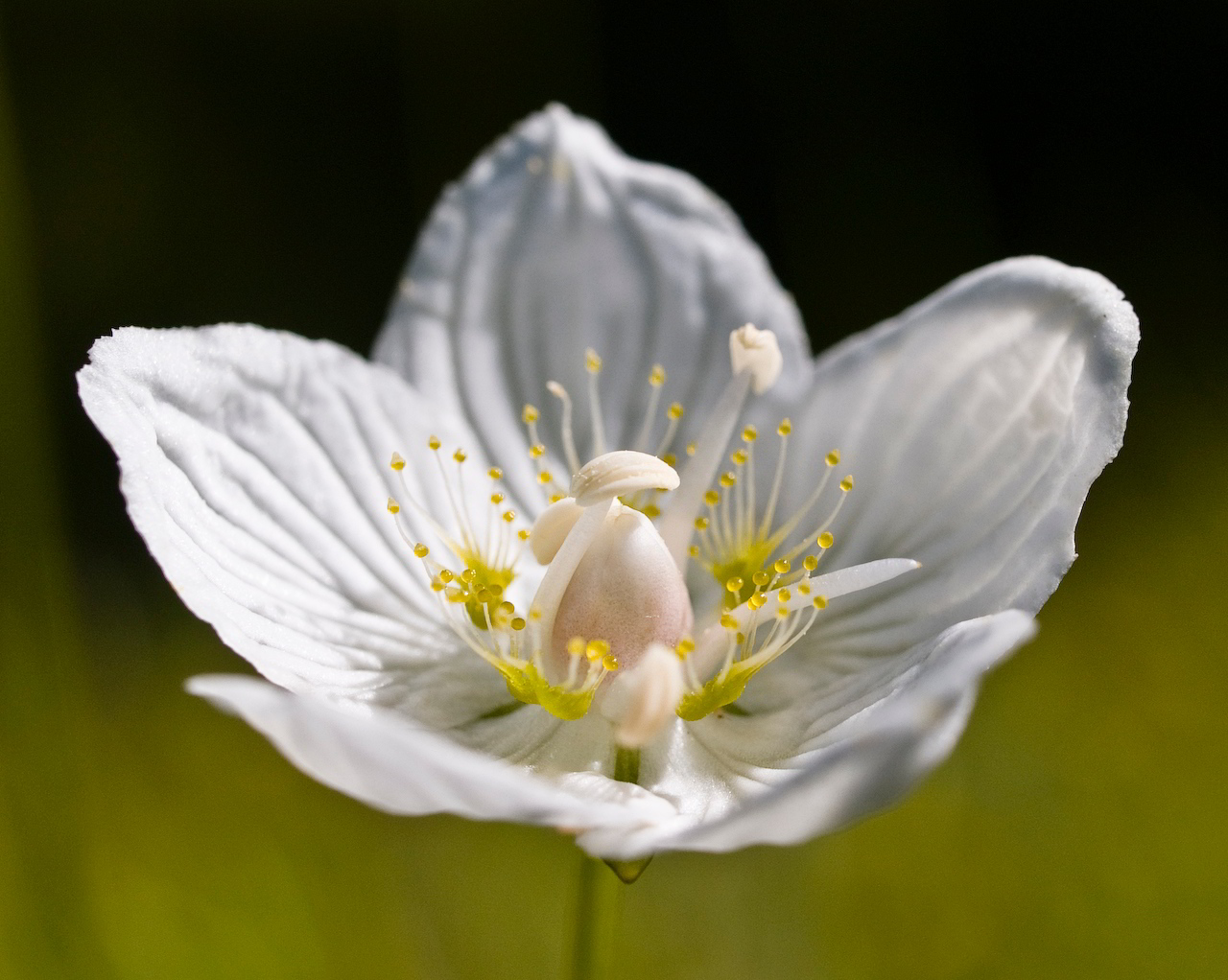
Sumpf-Herzblatt (Parnassia palustris)
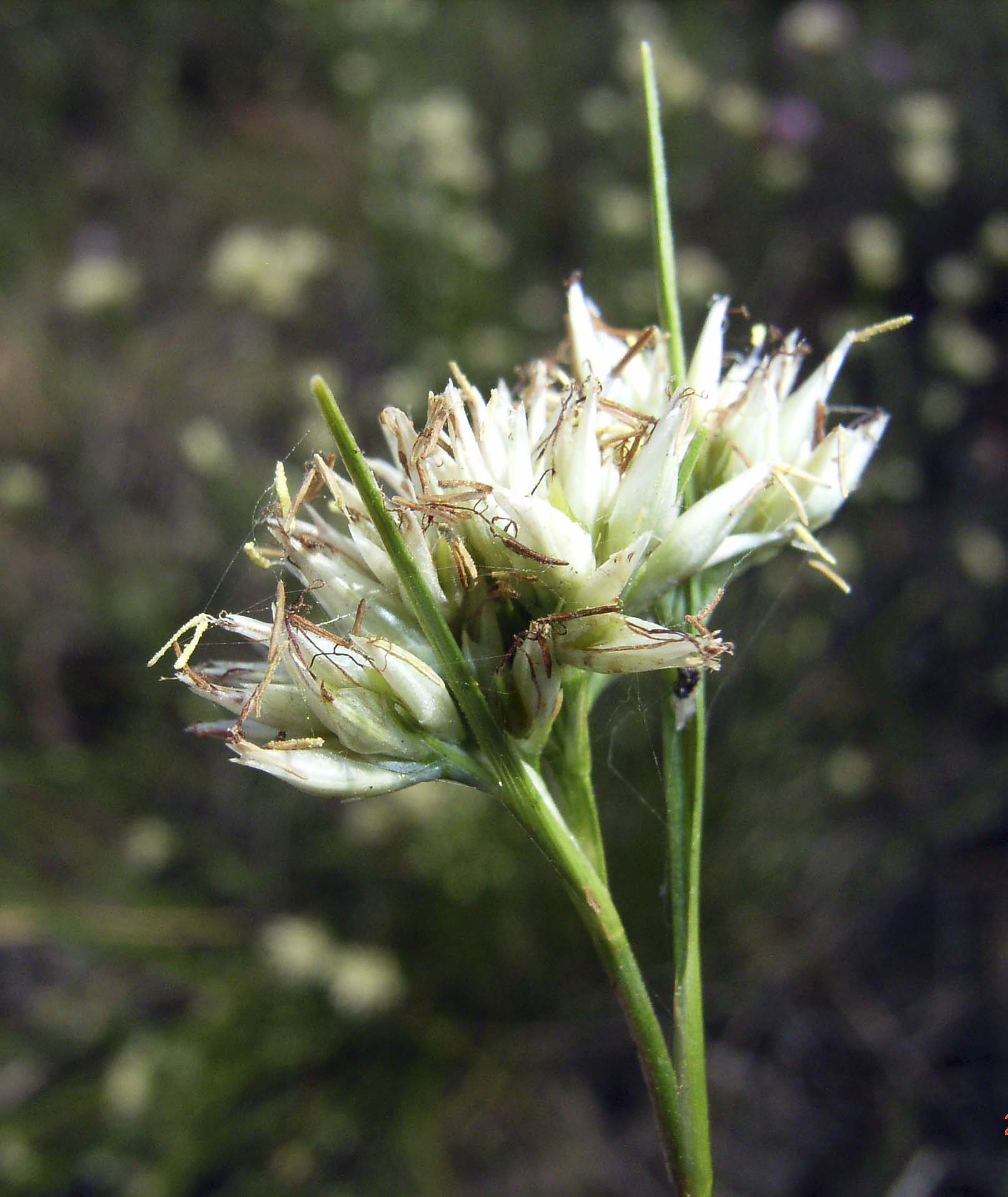
Weißes Schnabelried (Rhynchospora alba)

### Fauna
Aus der schützenswerten Fauna sind folgende Tierarten zu nennen:
- Bekassine (Gallinago gallinago), eine Watvogel-Art aus der Familie der Schnepfenvögel
- Lungenenzian-Ameisenbläuling (Glaucopsyche alcon), auch Kleiner Moorbläuling; ein Schmetterling (Tagfalter) aus der Familie der Bläulinge
- evtl. Goldener Schneckenfalter (Euphydryas aurinia)
- evtl. Heilziest-Dickkopffalter (Carcharodus floccifera); ein Schmetterling aus der Familie der Dickkopffalter

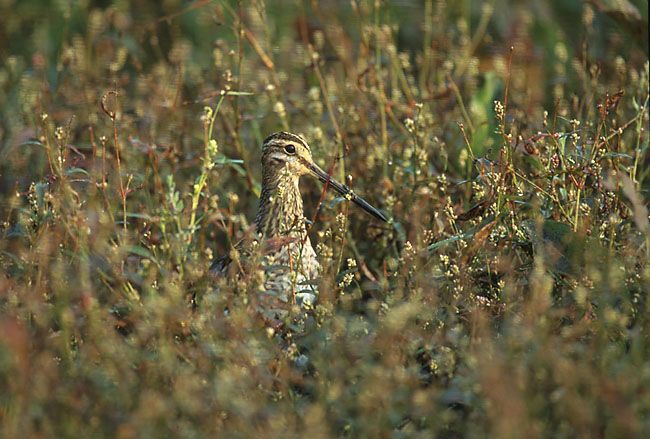
Bekassine (Gallinago gallinago)
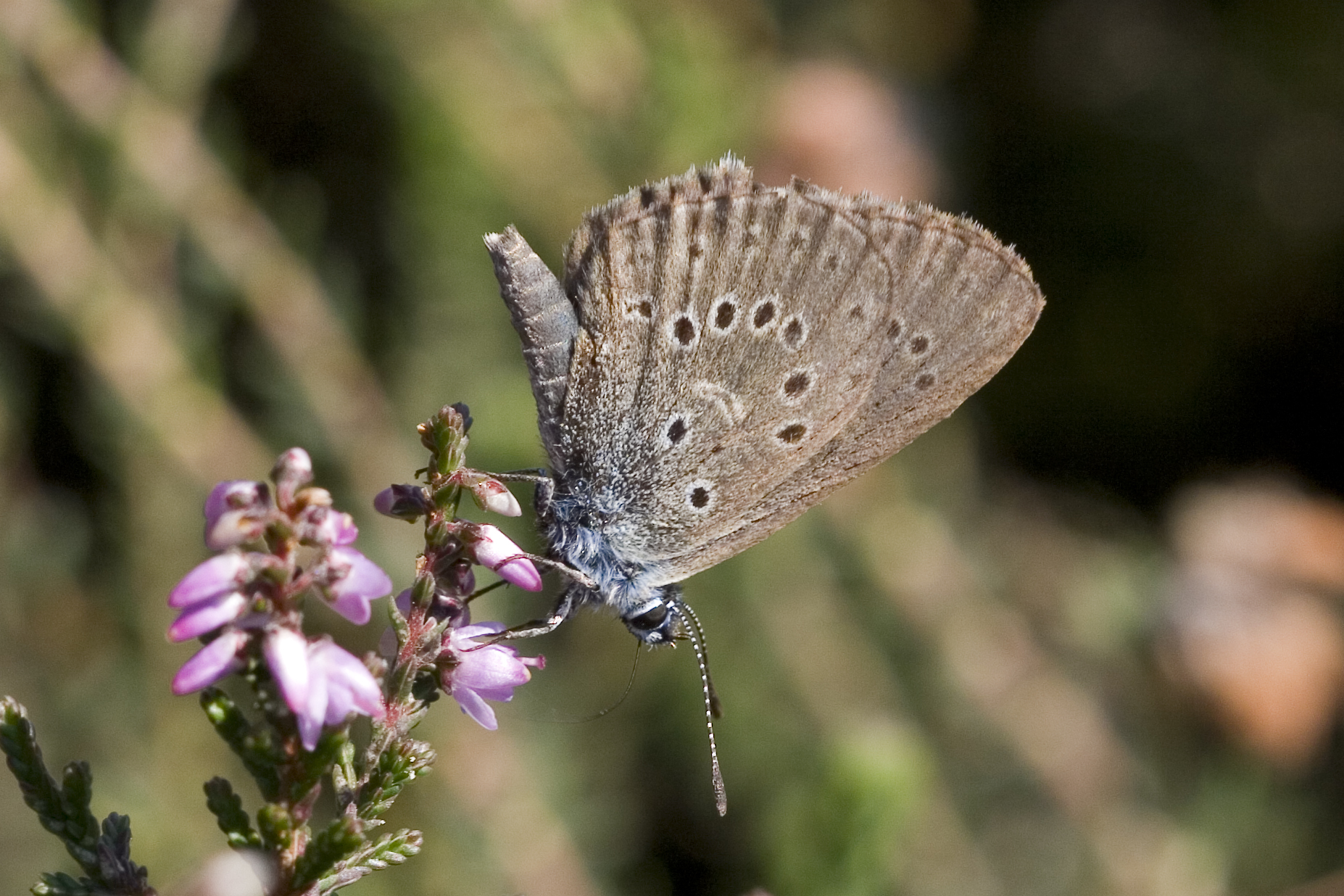
Lungenenzian-Ameisenbläuling (Phengaris alcon)